# Homelskaja Woblasz
Die Homelskaja Woblasz (belarussisch Гомельская вобласць; russisch Гомельская область/Gomelskaja Oblast) ist ein Verwaltungsbezirk im Südosten von Belarus. Hauptstadt der Woblasz ist Homel (belarussisch: Гомель; russisch: Гомель/Gomel).

## Geschichte
Die Homelskaja Woblasz wurde am 15. Januar 1938 innerhalb der Weißrussischen SSR gebildet. Am 8. Januar 1954 wurden die Paleskaja Woblasz sowie Teile der aufgelösten Babrujskaja Woblasz angegliedert.

## Geographie
Die Homelskaja Woblasz hat eine Fläche von 40.400 km² und zählt 1.422.941 Einwohner (2016). Auf folgende Nutzungsarten entfallen:
- Landwirtschaftsflächen: 13.736 km² (34 %)
- Waldflächen: 18.180 km² (45 %)[5]

Die Woblasz gehört zu den am stärksten durch die Katastrophe von Tschernobyl betroffenen Regionen, weswegen viele Menschen von hier aus in den Norden des Landes in die Wizebskaja Woblasz oder nach Minsk umgesiedelt wurden. Maßgeblichen Anteil an der Umsiedlung hat der deutsche gemeinnützige Verein Heim-statt Tschernobyl, der in Verbindung mit der belarussischen Partnerorganisation „ÖkoBau“ Projekte wie z. B. Hausbau für umgesiedelte Familien durchführt. Infolge der Atomkatastrophe wurden 20 von 21 Bezirken der Homelskaja Woblasz beschädigt, 357 Siedlungen hörten auf zu existieren, etwa 40 Bauernhöfe und 216.000 Hektar landwirtschaftliche Nutzfläche wurden außer Betrieb gesetzt, 1127 Siedlungen wurden kontaminiert, die Zahl der betroffenen Bevölkerung betrug 749.000 Menschen. Am stärksten betroffen sind der südliche (an die Ukraine grenzende, wie das Polessische Staatliche Radioökologische Schutzgebiet) und östliche (an Russland grenzende) Teil der Woblasz, wo es derzeit mehrere Sperr- und Evakuierungszonen gibt.
Die Homelskaja Woblasz nimmt 19,5 % der Länderfläche ein und 16,4 % der Bevölkerung leben hier. Die Woblasz ist in 21 Kreise, 278 Dorfsowjets, 17 Städte, davon acht Städte der Gebietsunterordnung, und 18 städtische Siedlungen gegliedert. Die Stadt Homel stellt das Gebietszentrum dar.
Das Gebiet der Homelskaja Woblasz vor Integration der Paleskaja Woblasz am 15. Januar 1954:

### Nachbarregionen
Die Homelskaja Woblasz grenzt im Westen an die Breszkaja Woblasz und im Norden an die Woblasze Minskaja und Mahiljouskaja in Belarus. Im Osten grenzt sie an die Oblast Brjansk in Russland. Im Süden grenzt sie an die Oblaste Tschernihiw, Kiew und Schytomyr in der Ukraine.

### Flüsse und Gewässer
Die größten schiffbaren Flüsse sind der Dnepr (420 km), Prypjat, Sosch und die Bjaresina. Der Sosch und die Bjaresina bilden die in der Region größten Nebenflüsse des Dnepr. Der Ubarz, die Slawetschna und die Schalon hingegen bilden rechte Nebenflüsse, die Ipa einen linken Nebenfluss des Prypjat.
Nachfolgend sind alle Flüsse mit einer Fließstrecke in Homel von über 100 km aufgeführt. Angegeben sind jeweils die Länge im Woblasz Homel und die gesamte Länge.
Vor allem der Süden wird durch Prypjat und Dnepr geprägt. In der Region gibt es darüber hinaus viele Kanalsysteme, um über Dnjepr und Prypjat Feuchtgebiete trockenzulegen. Der größte See in der Region ist der See Tschyrwonaje mit 43,6 km².

## Wappen

Wappen

Das Wappen ist in vier silbernen und vier grünen Feldern geständert und mit einem Mittelschild, auf dem in Blau ein goldener Luchs mit schwarzen Ohrenbüscheln ruht, belegt.
1. Am Schildhaupt in Silber ein nach links stehender silberner Bogenschütze mit silbernem gespanntem Bogen und eingelegtem Pfeil nach links zielend mit goldenen Stiefeln und Weste.
2. Im zweiten Feld in Silber ein goldbewehrter schwarzer Adler.
3. Im dritten Feld in Silber auf einer nach links wehenden cyanfarbenen Flagge mit blauen Band am Fahnenstock ein silberner gerüsteter Reiter auf weißem Pferd mit silberner Mähne, Schwanz und Hufen und blauer Satteldecke, ein silbernes Schwert schwingend und einen silbernen Schild mit der linken Hand haltend, auf dem ein rotes Doppelkreuz ist. (Pahonja)
4. Im vierten Feld in Silber ein gebogenes schwarzes Horn.

Auf dem Schild ruht eine goldene dreitürmige Mauerkrone. An den Schildseiten je ein mit einem roten Band (Band des Heiligen Andreas) gebundener goldener Eichenzweig.

## Rajone
| Nr. | Name                   | belaruss.       | russ.            | Fläche (m²) | Einwohnerzahl (30. März 2016) | Administratives Zentrum |  |
| --- | ---------------------- | --------------- | ---------------- | ----------- | ----------------------------- | ----------------------- |  |
| 1.  | Rajon Brahin           | Брагінскі       | Брагинский       | 1.960,46    | 12.128                        | Brahin                  |  |
| 2.  | Rajon Buda-Kaschaljowa | Буда-Кашалёўскі | Буда-Кошелёвский | 1.594,50    | 30.347                        | Buda-Kaschaljowa        |  |
| 3.  | Rajon Wetka            | Веткаўскі       | Ветковский       | 1.558,62    | 17.776                        | Wetka                   |  |
| 4.  | Rajon Homel            | Гомельскі       | Гомельский       | 1.955,79    | 67.817 ohne Stadt Homel       | Homel                   |  |
| 5.  | Rajon Dobrusch         | Добрушскі       | Добрушский       | 1.452,72    | 36.864                        | Dobrusch                |  |
| 6.  | Rajon Jelsk            | Ельскі          | Ельский          | 1.365,68    | 15.570                        | Jelsk                   |  |
| 7.  | Rajon Schytkawitschy   | Жыткавіцкі      | Житковичский     | 2.916,27    | 36.360                        | Schytkawitschy          |  |
| 8.  | Rajon Schlobin         | Жлобінскі       | Жлобинский       | 2.110,77    | 102.247                       | Schlobin                |  |
| 9.  | Rajon Kalinkawitschy   | Калінкавіцкі    | Калинковичский   | 2.756,24    | 60.034                        | Kalinkawitschy          |  |
| 10. | Rajon Karma            | Кармянскі       | Кормянский       | 949,15      | 13.624                        | Karma                   |  |
| 11. | Rajon Leltschyzy       | Лельчыцкі       | Лельчицкий       | 3.221,31    | 24.433                        | Leltschyzy              |  |
| 12. | Rajon Lojeu            | Лоеўскі         | Лоевский         | 1.045,53    | 12.258                        | Lojeu                   |  |
| 13. | Rajon Masyr            | Мазырскі        | Мозырский        | 1.603,47    | 132.944                       | Masyr                   |  |
| 14. | Rajon Naroulja         | Нараўлянскі     | Наровлянский     | 1.588,82    | 10.563                        | Naroulja                |  |
| 15. | Rajon Akzjabrski       | Акцябрскі       | Октябрьский      | 1.381,19    | 13.927                        | Akzjabrski              |  |
| 16. | Rajon Petrykau         | Петрыкаўскі     | Петриковский     | 2.835,18    | 28.246                        | Petrykau                |  |
| 17. | Rajon Retschyza        | Рэчыцкі         | Речицкий         | 2.713,95    | 99.242                        | Retschyza               |  |
| 18. | Rajon Rahatschou       | Рагачоўскі      | Рогачёвский      | 2.066,99    | 57.766                        | Rahatschou              |  |
| 19. | Rajon Swetlahorsk      | Светлагорскі    | Светлогорский    | 1.899,91    | 85.432                        | Swetlahorsk             |  |
| 20. | Rajon Chojniki         | Хойніцкі        | Хойникский       | 2.027,74    | 19.539                        | Chojniki                |  |
| 21. | Rajon Tschatschersk    | Чачэрскі        | Чечерский        | 1.229,88    | 14.468                        | Tschatschersk           |  |

## Städte
Die Einwohnerzahlen der aufgeführten Städte geben den Stand am 30. März 2016 wieder. Die ggf. abweichende russische Bezeichnung wird in Kursivschrift angegeben.
- Homel Gomel – 521.452
- Masyr Mosyr – 112.003
- Schlobin – 75.956
- Swetlahorsk Swetlogorsk – 69.011
- Retschyza Retschiza – 66.172
- Kalinkawitschy Kalinkowitschi – 39.980
- Rahatschou Rogatschow – 34.937
- Dobrusch Dobrusch – 18.380
- Schytkawitschy Schitkowitschi – 15.933
- Chojniki – 12.698
- Petrykau Petrikow – 10.223
- Jelsk – 9.262
- Buda-Kaschaljowa Buda-Kaschaljowa – 8.551
- Wjatka Wetka – 8.340
- Tschatschersk Tschetschersk – 8.222
- Naroulja Narowlja – 7.929
- Wassilewitschy Wassilewitschi – 3.353
- Turau Turow – 2.795